# Coca-Cola Bottling Company United
Coca-Cola Bottling Company United, Inc., kallas oftast enbart Coca-Cola United, är en amerikansk dryckestillverkare som producerar och distribuerar olika produkter som läskedrycker, energidrycker, juicer, fruktdrycker och vatten från olika uppdragsgivare, dock främst från den amerikanska multinationella dryckestillverkaren The Coca-Cola Company. Företaget säljer sina drycker i delstaterna Alabama, Florida, Georgia, Louisiana, Mississippi och Tennessee.
Företaget grundades 1902 som Birmingham Coca-Cola Bottling Company av Crawford Johnson Sr. 1915 blev man utsedd att testköra glasflaskan som blev synonym med läskedrycken Coca-Cola. 1974 tog grundarens barnbarn Crawford Johnson III över och företaget fick sitt nuvarande namn.
Coca-Cola United omsätter omkring $2,3 miljarder årligen och har en personalstyrka på omkring 10 000 anställda. Huvudkontoret ligger i Birmingham i Alabama.

## Varumärken
Ett urval av varumärken som de producerar/säljer:
- Caffeine-Free Coca-Cola
- Coca-Cola
- Coca-Cola Life
- Coca-Cola Zero Sugar
- Dasani
- Diet Coke
- Dr Pepper
- Dunkin' Donuts (kaffe)
- Fanta
- Fresca
- McCafé (kaffe)
- Mello Yello
- Minute Maid
- Monster Energy
- Powerade
- Smartwater
- Sprite
- Sprite Zero
- Vitaminwater